# David Clarkson
David Clarkson, född 31 mars 1984 i Toronto, Ontario, är en kanadensisk professionell ishockeyspelare som spelar för Vegas Golden Knights i NHL. Han har tidigare spelat på NHL-nivå för Columbus Blue Jackets, New Jersey Devils och Toronto Maple Leafs och på lägre nivåer för Albany River Rats och Lowell Devils i American Hockey League (AHL), EC Salzburg i Österrikiska ishockeyligan och Belleville Bulls och Kitchener Rangers i Ontario Hockey League (OHL).
Han blev aldrig draftad av någon NHL-organisation.
Clarkson var med och vann Memorial Cup med Kitchener Rangers i OHL 2003.
Den 26 februari 2015 valde Maple Leafs skicka iväg Clarkson till Blue Jackets i utbyte mot Nathan Horton, trots att Horton kommer förmodligen aldrig kunna spela igen på grund av allvarlig degenerativ ryggsjukdom i hela hans ländryggsområde.
21 juni 2017 blev Clarkson tradad till Vegas Golden Knights i förbindelse med expansionsdraften.

## Statistik
| 2000–2001   | Port Hope Clippers    | OPJHL       | 47  | 18  | 14 | 32  | 118 | —  | —  | — | —  | —  |
| 2001–2002   | Aurora Tigers         | OPJHL       | 37  | 27  | 23 | 50  | 189 | —  | —  | — | —  | —  |
|             | Belleville Bulls      | OHL         | 22  | 2   | 7  | 9   | 34  | 8  | 1  | 1 | 2  | 6  |
| 2002–2003   | Belleville Bulls      | OHL         | 3   | 0   | 0  | 0   | 11  | —  | —  | — | —  | —  |
|             | Kitchener Rangers     | OHL         | 54  | 17  | 11 | 28  | 122 | 21 | 4  | 3 | 7  | 23 |
| 2003–2004   | Kitchener Rangers     | OHL         | 55  | 22  | 17 | 39  | 173 | —  | —  | — | —  | —  |
| 2004–2005   | Kitchener Rangers     | OHL         | 51  | 33  | 21 | 54  | 145 | 15 | 6  | 2 | 8  | 40 |
| 2005–2006   | Albany River Rats     | AHL         | 56  | 13  | 21 | 34  | 233 | —  | —  | — | —  | —  |
| 2006–2007   | New Jersey Devils     | NHL         | 7   | 3   | 1  | 4   | 6   | 3  | 0  | 0 | 0  | 2  |
|             | Lowell Devils         | AHL         | 67  | 20  | 18 | 38  | 150 | —  | —  | — | —  | —  |
| 2007–2008   | New Jersey Devils     | NHL         | 81  | 9   | 13 | 22  | 183 | 5  | 0  | 0 | 0  | 4  |
| 2008–2009   | New Jersey Devils     | NHL         | 82  | 17  | 15 | 32  | 164 | 7  | 2  | 0 | 2  | 19 |
| 2009–2010   | New Jersey Devils     | NHL         | 46  | 11  | 13 | 24  | 85  | 5  | 0  | 0 | 0  | 22 |
| 2010–2011   | New Jersey Devils     | NHL         | 82  | 12  | 6  | 18  | 116 | —  | —  | — | —  | —  |
| 2011–2012   | New Jersey Devils     | NHL         | 80  | 30  | 16 | 46  | 138 | 24 | 3  | 9 | 12 | 32 |
| 2012–2013   | New Jersey Devils     | NHL         | 48  | 15  | 9  | 24  | 78  | —  | —  | — | —  | —  |
|             | EC Salzburg           | EBEL        | 5   | 2   | 1  | 3   | 18  | —  | —  | — | —  | —  |
| 2013–2014   | Toronto Maple Leafs   | NHL         | 60  | 5   | 6  | 11  | 93  | —  | —  | — | —  | —  |
| 2014–2015   | Toronto Maple Leafs   | NHL         | 58  | 10  | 5  | 15  | 92  | —  | —  | — | —  | —  |
|             | Columbus Blue Jackets | NHL         | 3   | 0   | 0  | 0   | 14  | —  | —  | — | —  | —  |
| 2015–2015   | Columbus Blue Jackets | NHL         | 23  | 2   | 2  | 4   | 23  | —  | —  | — | —  | —  |
| 2016–2017   | Columbus Blue Jackets | NHL         | 0   | 0   | 0  | 0   | 0   | 0  | 0  | 0 | 0  | 0  |
| 2017–2018   | Vegas Golden Knights  | NHL         | —   | —   | —  | —   | —   | —  | —  | — | —  | —  |
| NHL totalt  | NHL totalt            | NHL totalt  | 570 | 114 | 86 | 200 | 992 | 44 | 5  | 9 | 14 | 59 |
| AHL totalt  | AHL totalt            | AHL totalt  | 123 | 33  | 39 | 72  | 383 | —  | —  | — | —  | —  |
| EBEL totalt | EBEL totalt           | EBEL totalt | 5   | 2   | 1  | 3   | 18  | —  | —  | — | —  | —  |
| OHL totalt  | OHL totalt            | OHL totalt  | 185 | 74  | 56 | 130 | 485 | 44 | 11 | 6 | 17 | 69 |